# Iglesia de Santa María (Frechilla)
La iglesia de Santa María de Frechilla, provincia de Palencia, se encuentra al SE de la localidad.

## Historia
La construcción de la iglesia data del siglo XVI. 

## Descripción
Está construido con piedra y ladrillo.
Tiene una nave con capillas laterales.